# Anaplecta nahua
Anaplecta nahua är en kackerlacksart som beskrevs av Henri Saussure 1868. Anaplecta nahua ingår i släktet Anaplecta och familjen småkackerlackor. Inga underarter finns listade i Catalogue of Life.